# Гёксу
Гёксу (тур. Göksu) — река в Турции.
Образована слиянием двух рукавов, которые выходят из Центрального Торосского горного хребта и соединяются к югу от Мут. Длина реки составляет 260 км. Южный рукав начинается у гор Джеик, а другой рукав — от гор Хайдар. Впадает в Средиземное море в 16 км к юго-востоку от Силифке.
В низовьях реки построена плотина.
Река с зимним паводком, с максимум в ноябре—декабре. Самый низкий уровень воды в реке летом, в период с августа по сентябрь. Дельта Гёксу является одним из наиболее важных мест размножения птиц на Ближнем Востоке, более 300 видов птиц были отмечены здесь.

## История
В древности река называлась Каликадн (др.-греч. Καλύκαδνος, лат. Calycadnus).
В 1190 году, во время Третьего Крестового похода, император Священной Римской империи Фридрих I Барбаросса утонул в реке, тогда называвшейся Салеф (Saleph). При переправе через неё император упал с коня, был подхвачен течением и, будучи облачён в тяжёлые доспехи, ушёл под воду и захлебнулся.